# گمینا خوچ
گمینا خوچ (به لهستانی:  Gmina Chocz) یک گمینا در لهستان است که در شهرستان پلشف واقع شده‌است. گمینا خوچ ۷۳٫۴۱ کیلومتر مربع مساحت و ۴٬۷۸۰ نفر جمعیت دارد.